# Mandan, Hidatsa, and Arikara Nation
Mandan, Hidatsa, and Arikara Nation, också kallade Three Affiliated Tribes, är en indiansk politisk enhet, bildad 1937 genom en förening av mandaner, Hidatsa och Arikara, som ett resultat av 1934 års Indian Reorganization Act, en del av president Roosevelts Indian New Deal. Nationen bebor Fort Bertholds indianreservat. Nationen har ca 12 000 enrollerade medlemmar. Av dessa bodde enligt folkräkningen 2000 5 915 på Fort Bertholds Indianreservat.
Sedan 2009 pågår exploatering av rika oljetillgångar på reservatet. Oljeexploateringen kommer att ge Mandan, Hidatsa, and Arikara Nation stora inkomster i form av arrenden och royalty. Redan har 179 miljoner dollar influtit. Medlen skall användas för att betala skulder och finansiera vägar, sjukvård och polisväsende.